# 事实类苑
事实类苑是宋朝江少虞的一本著作，共六十三卷，成書於宋高宗紹興十五年（1145年）。記錄了從宋太祖至宋神宗120多年間的歷史，該書引用的著作多達50餘種。1981年，上海古籍出版社出版瞿濟蒼點校本，並將書名定名為《宋朝事實類苑》。